# Joe Ely
Earle R. Ely, conosciuto come Joe Ely (Amarillo, 9 febbraio 1947), è un cantautore statunitense di genere country rock.
Dopo alcuni anni di gavetta, sia da solista che assieme a Jimmie Dale Gilmore e Butch Hancock nei The Flatlanders, ebbe un discreto successo nel biennio 1981-1982 all'epoca della pubblicazione del suo quarto album in studio Musta Notta Gotta Lotta. In questo periodo aprì concerti per Linda Ronstadt, Tom Petty & the Heartbreakers, e anche per the Rolling Stones.
Il suo stile inizialmente legato alla tradizione country virò verso la metò degli anni ottanta verso un rock più mainstream sulla falsariga dei lavori di Tom Petty e Bruce Springsteen.

## Discografia

### Album
| Anno | Album                              | Posizione in classifica | Posizione in classifica | Posizione in classifica | Etichetta        |
| Anno | Album                              | US Country              | US                      | US Heat                 | Etichetta        |
| ---- | ---------------------------------- | ----------------------- | ----------------------- | ----------------------- | ---------------- |
| 1977 | Joe Ely                            |                         |                         |                         | MCA              |
| 1978 | Honky Tonk Masquerade              |                         |                         |                         | MCA              |
| 1979 | Down on the Drag                   |                         |                         |                         | MCA              |
| 1980 | Live Shots                         |                         | 159                     |                         | MCA              |
| 1981 | Musta Notta Gotta Lotta            |                         | 135                     |                         | MCA              |
| 1984 | Hi-Res                             |                         | 204                     |                         | MCA              |
| 1987 | Lord of the Highway                |                         |                         |                         | Hightone         |
| 1988 | Dig All Night                      |                         |                         |                         | Hightone         |
| 1988 | Milkshakes and Malts               |                         |                         |                         | Sunstorm         |
| 1988 | What Ever Happened to Maria        |                         |                         |                         | Sunstorm         |
| 1990 | Live at Liberty Lunch              | 57                      |                         |                         | MCA              |
| 1993 | Love and Danger                    |                         |                         |                         | MCA              |
| 1995 | Chippy                             |                         |                         |                         | Hollywood        |
| 1995 | Letter to Laredo                   | 68                      |                         |                         | MCA              |
| 1998 | Live at Cambridge                  |                         |                         |                         | Strange Fruit    |
| 1998 | Twistin' in the Wind               | 55                      |                         |                         | MCA              |
| 2000 | Live @ Antones                     | 66                      |                         |                         | Antones          |
| 2003 | Streets of Sin                     | 51                      |                         |                         | Rounder          |
| 2003 | Ten in Texas                       |                         |                         |                         | Icehouse         |
| 2007 | Happy Songs from Rattlesnake Gulch |                         |                         |                         | Rack 'Em Records |
| 2007 | Silver City                        |                         |                         |                         | Rack 'Em Records |
| 2008 | LIVE Cactus! (with Joel Guzmán)    |                         |                         |                         | Rack 'Em Records |
| 2009 | LIVE Chicago 1987!                 |                         |                         |                         | Rack 'Em Records |
| 2011 | Satisfied At Last                  | 46                      |                         | 18                      | Rack 'Em Records |

### Singoli
| Anno                        | Singolo                 | Posizione in classifica | Posizione in classifica | Album di provenienza    |
| Anno                        | Singolo                 | US Country              | US MSR                  | Album di provenienza    |
| --------------------------- | ----------------------- | ----------------------- | ----------------------- | ----------------------- |
| 1977                        | All My Love             | 89                      | —                       | Joe Ely                 |
| 1981                        | Musta Notta Gotta Lotta | —                       | 40                      | Musta Notta Gotta Lotta |
| 1993                        | Highways and Heartaches | —                       | —                       | Love and Danger         |
| 1996                        | All Just to Get to You  | —                       | —                       | Letter to Laredo        |
| 2011                        | You Can Bet I'm Gone    | —                       | —                       | Satisfied at Last       |
| — non entrato in classifica |                         |                         |                         |                         |

### Singoli in collaborazione
| Anno | Titolo          | Artista         | Massima posizione raggiunta | Album                             |
| Anno | Titolo          | Artista         | US Country                  | Album                             |
| ---- | --------------- | --------------- | --------------------------- | --------------------------------- |
| 1992 | "Sweet Suzanne" | Buzzin' Cousins | 68                          | Falling from Grace colonna sonora |